# Microsoftova licenca za referenčno kodo
Microsoftova licenca za referenčno kodo (oznaka Ms-LPL)) je Microsoftova javna licenca, ki prepušča pravice le razvijalcem programske opreme za operacijske sisteme Windows. Licenca ni odprtokodna, kakor je definirano s strani organizacije "Open Source Initiative", ker omejitev uporabe softvera na operacijski sistem Windows krši načelo, da mora biti odprtokodna programska oprema nevtralna glede na tehnlologijo.